# Necrópolis de la Nava

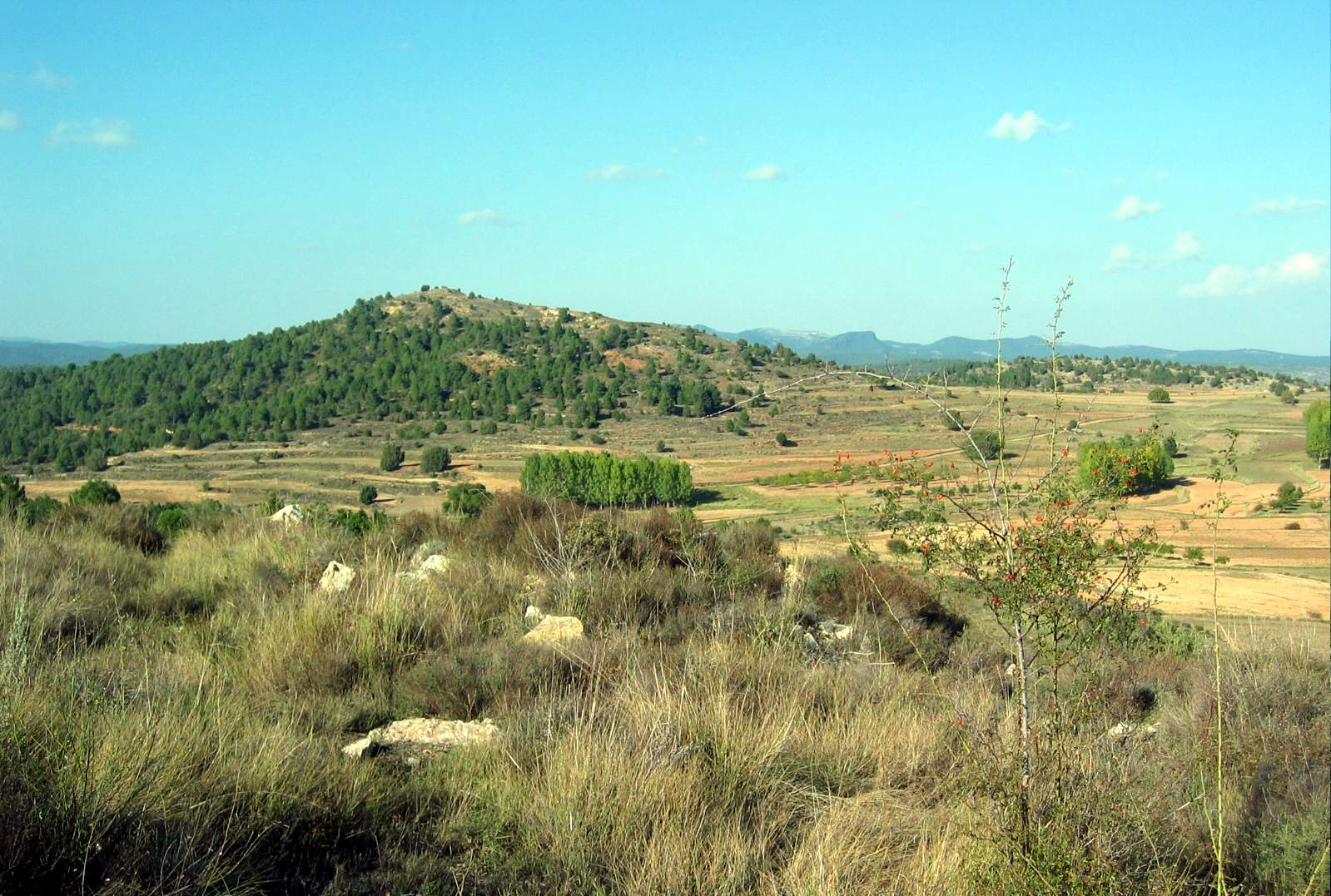
Paisaje de «La Nava», Castielfabib (Valencia), con detalle del cerro Morrita al fondo izquierda y los cerros de la Sierra de Rubial -montes del Rodeno- cerrando el horizonte por el norte.

Las Necrópolis de la Nava se refieren a dos lugares de enterramiento prehistóricos y dos poblados iberos coetáneos situados en «La Nava», partida del término de Castielfabib, en el Rincón de Ademuz, provincia de Valencia (Comunidad Valenciana, España).

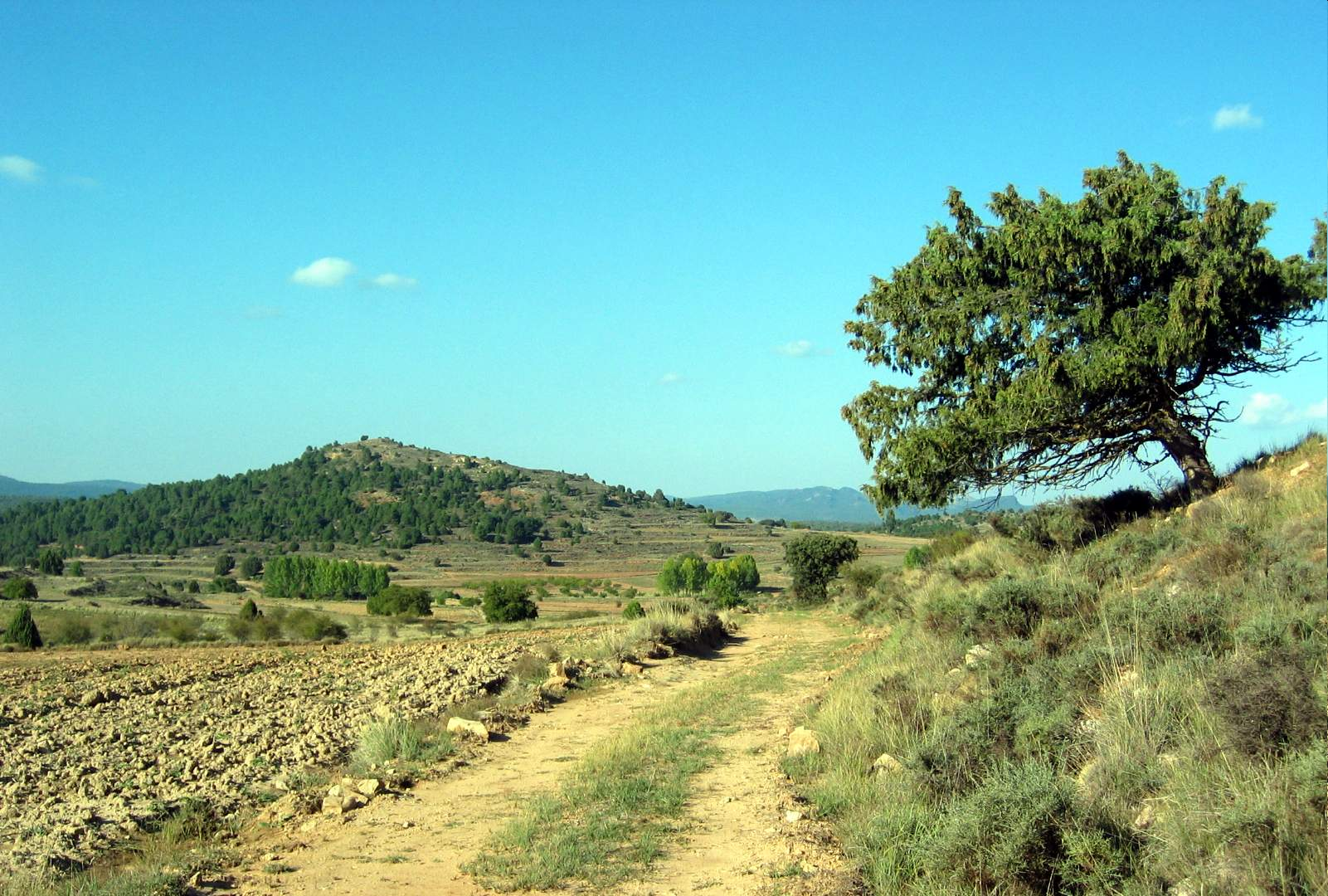
Paisaje de «La Nava», Castielfabib (Valencia), con detalle del cerro Morrita al fondo.

El topónimo «Nava», en tanto accidente geográfico, responde al concepto de «tierra llana» situada entre montañas, así como al de «valle de poca longitud, pero ancho», ubicado en lugares próximos a pasos de montaña.

## Situación
«La Nava» de Castielfabib halla al noroeste de la villa, a 1.225 metros de altitud, en las proximidades del puerto de «El Hontanar» (1.302 m), y de la aldea de Arroyo Cerezo (Castielfabib).
Para ir a la zona desde el centro del Rincón de Ademuz cabe seguir la CN-420 en dirección Cuenca, y desviarse a la derecha a la altura del punto kilométrico 528 de esta vía, donde se halla la carreterita que lleva a Arroyo Cerezo. Justo en el ángulo de la nacional con la alternativa (CN-420a) se hallaba el rento de «Casa Molina», desaparecido en los años noventa del pasado siglo XX, con el trazado de la nueva carretera.
El valle de «La Nava» se sitúa entre dos cerritos alomados, el de «La Morrita» y el de «La Garita». Ya desde el acceso puede observarse una magnífica vista del paraje:

«[destaca] el cerro de La Morrita, que queda a nuestra izquierda, que es el noroeste y el de La Garita, que queda a nuestra derecha, que es el sureste. A los pies ambos cerritos se hallan los campos de cultivo. El de Morrita es un montículo de mediana altura, de forma troncocónica, con la ladera oriental abancalada y abundantes manchas de matorral, aliagas y romeros sobre las antiguas zonas de labor, mientras que la occidental aparece totalmente cubierta de pinos y otros árboles habituales de esta zona y altitud, enebros, sabinas...».
La Nava de Castielfabib: Lugar de interés arqueológico y paisajístico, Alfredo Sánchez Garzón

La zona noroccidental del paraje se halla circundada por sendos barrancos: el de la «Palomareja» y el de la «Canaleja», que drenan las zonas adyacentes a la «Muela del Royo» y laderas orientales de La Cruz de los Tres Reinos: la parte central de «La Nava» corresponde a una amplia hondonada donde se hallan propiamente las fincas de cultivo, su tierra es de color negruzco, por la materia orgánica en descomposición, muy abundante dada la humedad, ya que se trata de una zona endorreica con evidentes problemas de drenaje.
En la parte inferior (oriental) del valle hay un conjunto de edificaciones conocidas como Corrales de la Nava, formadas por «una quincena de construcciones mayoritariamente corrales, algunas de las cuales aún son utilizadas para guardar ganado», aunque la mayoría están abandonadas y en estado ruinoso. Dichas construcciones sirvieron antaño como «viviendas temporeras», ya que eran ocupadas por los propietarios y/o trabajadores con motivo de las labores estacionales –dado que esta es zona de gran producción cerealística y ganadera-: laboreo, siembra, siega y trilla, siendo empleadas también por los pastores que encerraban allí sus ganados.

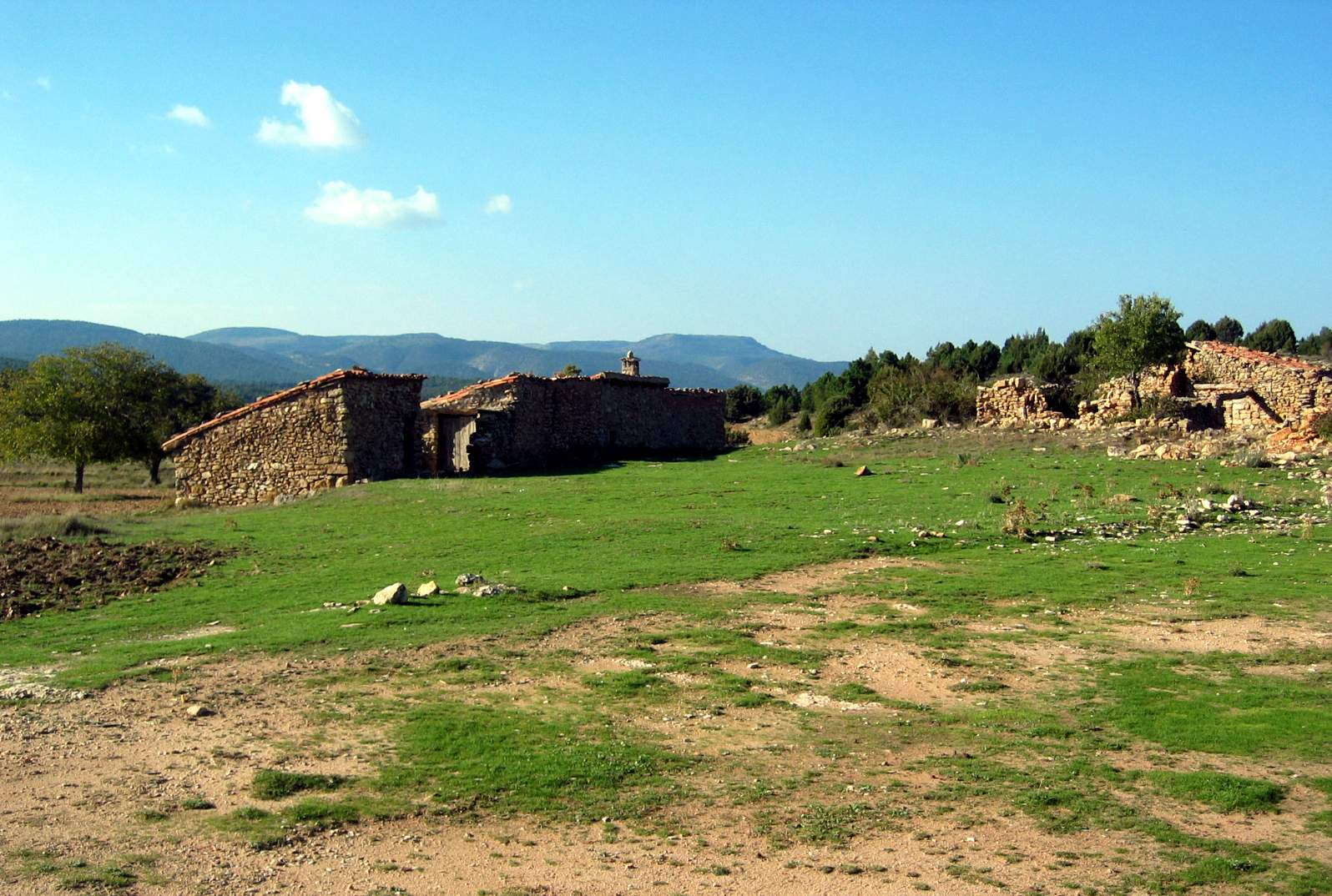
Vista de los «Corrales de la Nava», Castielfabib (Valencia), con detalle del cerro Javalón (1.692 m) al fondo.

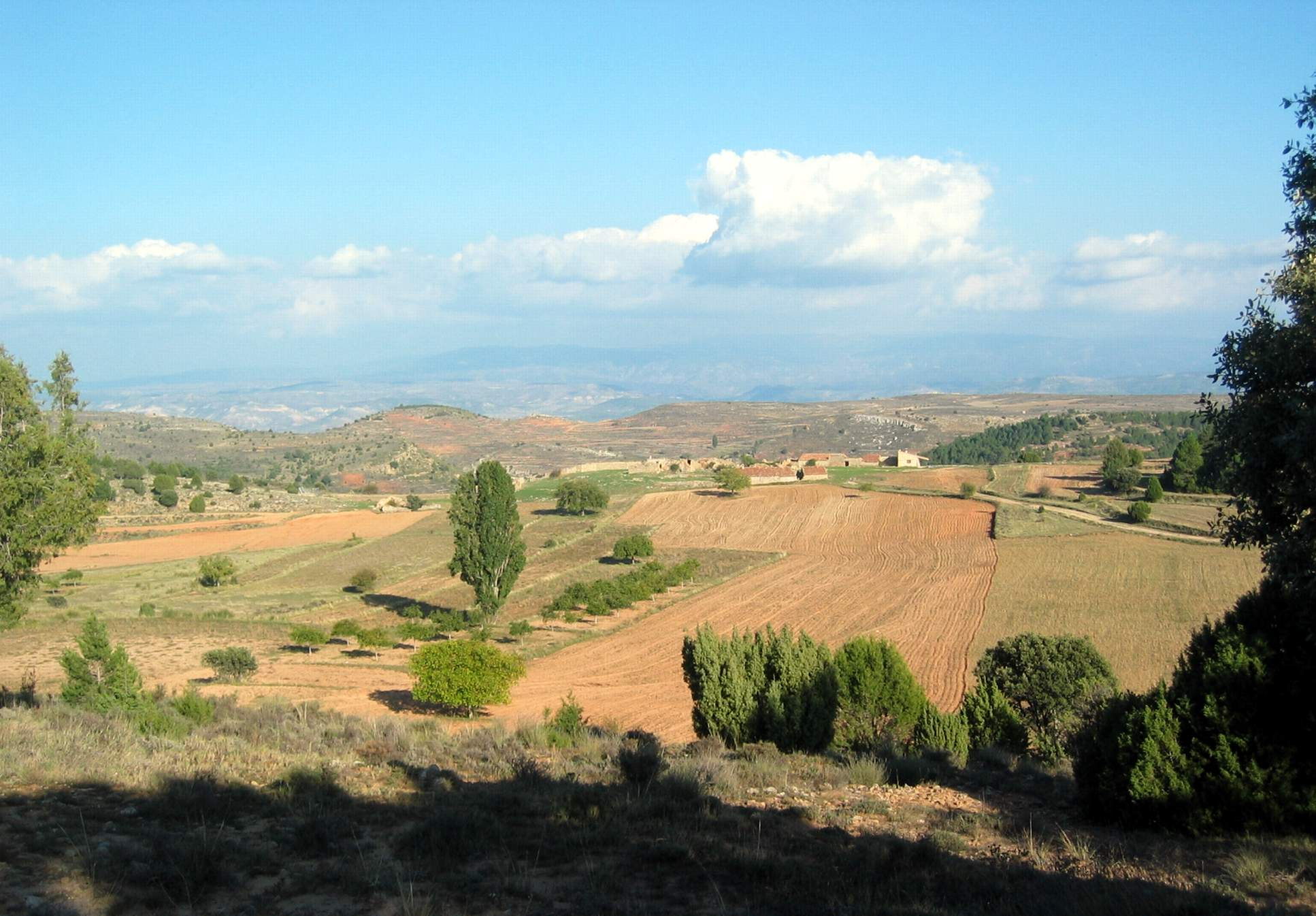
Panorama de los «Corrales de la Nava» desde del cerro Morrita, Castielfabib (Valencia).

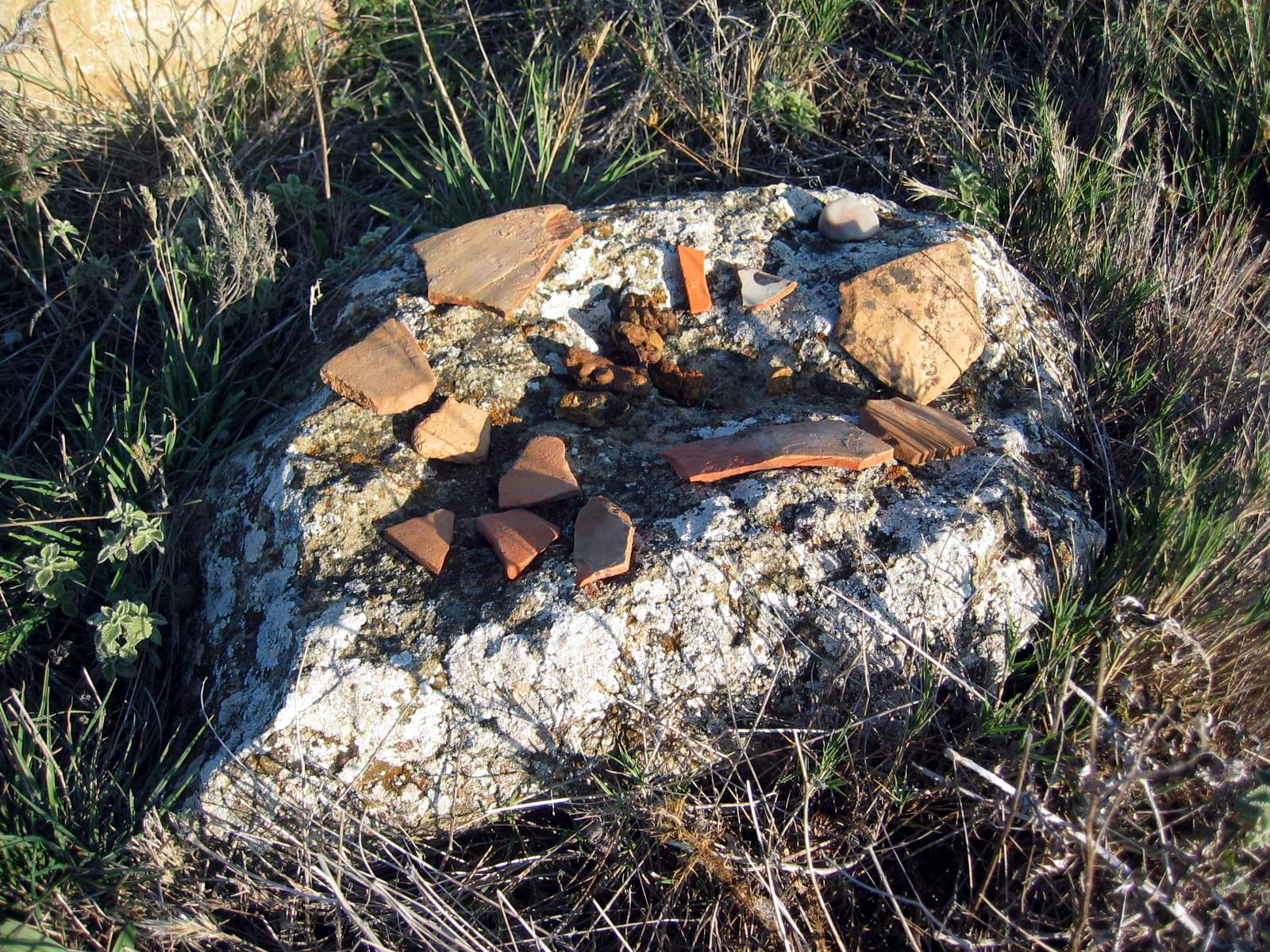
Detalle de cerámica de superficie y arrastre en el cerro Morrita de La Nava, Castielfabib (Valencia).

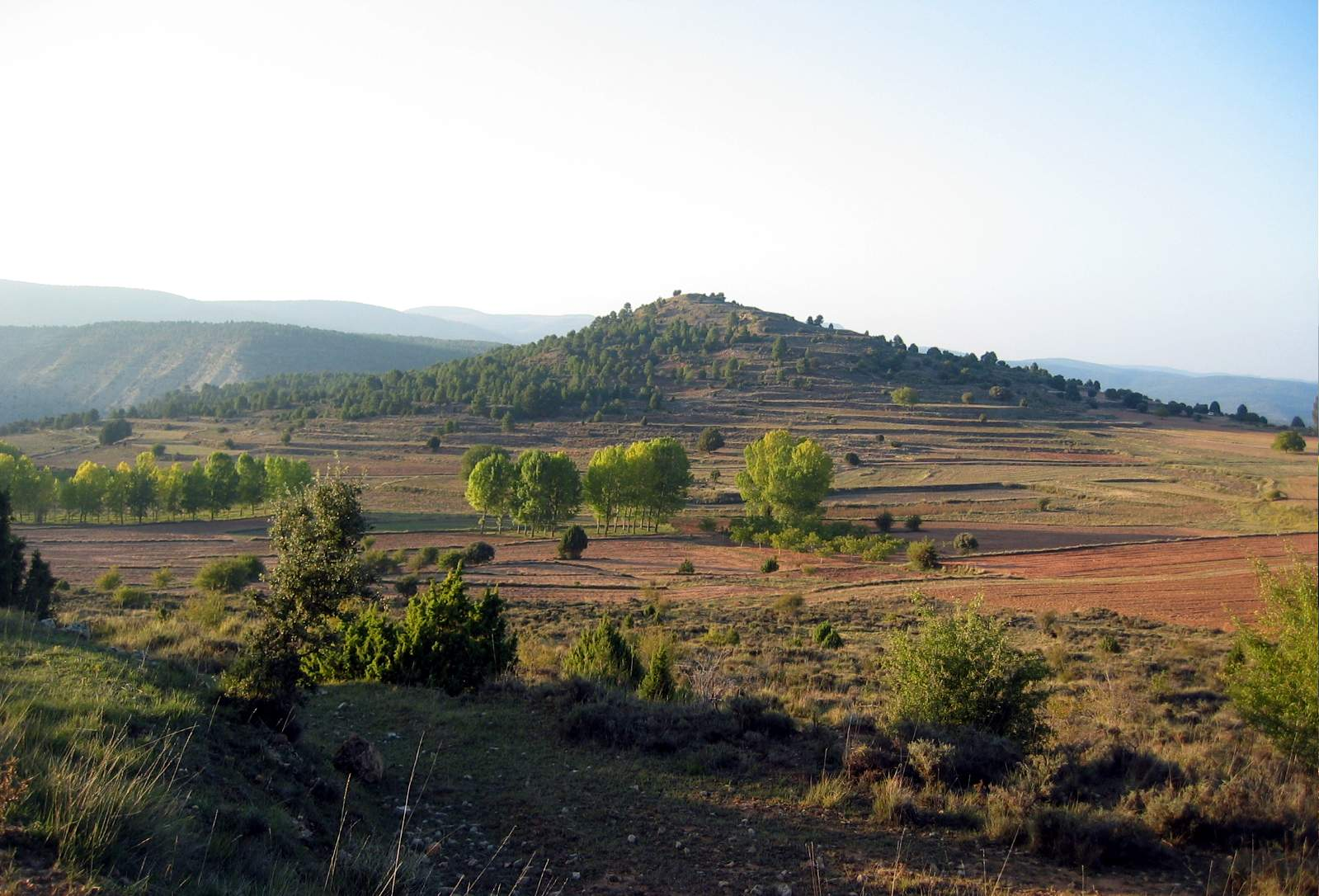
Vista meridional del cerro Morrita en «La Nava», Castielfabib (Valencia).

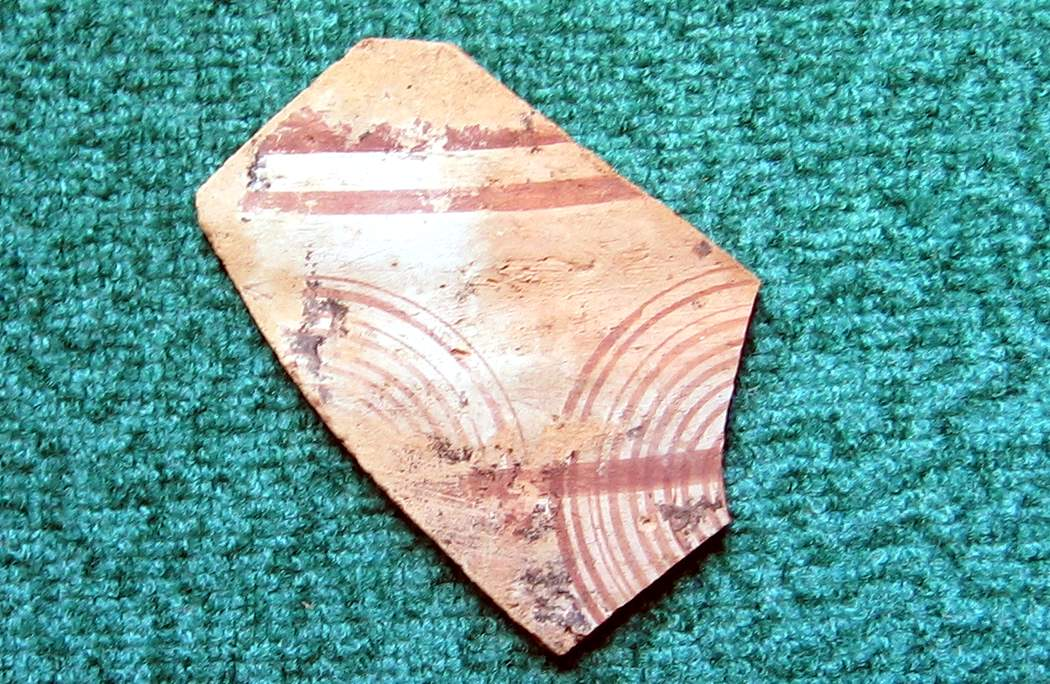
Detalle de cerámica ibérica de superficie y arrastre en el cerro Morrita de «La Nava», Castielfabib (Valencia), decorado con franjas horizontales y motivos circulares concéntricos.

## Arqueología
Además de por su valor paisajístico, La Nava posee interés arqueológico, dado que el paraje se halla en la Relación de Necrópolis Ibéricas Valencianas,- pues las prospecciones llevadas a cabo en la zona pusieron al descubierto dos lugares de enterramiento prehistóricos y dos poblados o castros ibéricos: 
- Necrópolis de la Umbría: situada en la ladera norte del cerro «La Garita» (topónimo que alude a la existencia de una caseta o torrecilla, que podría estar en relación con los restos de un poblado medieval que hay en la cima). En esta necrópolis se practicaron tres sondeos (A, B y C) con distinta orientación, aunque solo se encontraron restos arqueológicos en el sector B y C: fragmentos cerámicos, fusayolas y pequeños fragmentos de huesos calcinados, y pequeños fragmentos de cerámica hecha a mano, y un fragmento ibérico decorado. Del sector B destacan cuatro fusayolas bitroncocónicas alargadas, una de ellas con decoración, y una pieza de cobre o bronce de sección cuadrada y extremos apuntados.[2]

- Necrópolis de los Corrales: situada junto a los corrales, conjunto de edificaciones rurales destinadas al abrigo de ganados y vivienda temporal de trabajadores que laboraban en la zona. En el sector norte de los corrales se hallaron varias tumba de estructura rectangular, con muretes de piedra labrada. Únicamente se excavó una, denominada Tumba I, que por causa de la erosión se hallaba prácticamente a la intemperie:

«Se trata de una tumba de incineración típica del mundo ibérico, colocándose las cenizas del difunto, previamente incinerado en la pira funeraria o “ustrinum”, en sendas urnas panzudas de borde vuelto, las cuales fueron colocadas en una oquedad existente en la roca caliza basal, parcialmente rellena por sedimentos correspondientes a un antiguo hábitat de la Edad del Bronce valenciano, en el que ahondó lo suficiente para la colocación de las mismas. La protección de las urnas y su delimitación se realizó mediante la construcción de un recinto rectangular de 2,40 m. de longitud en el lado conservado en su totalidad, el del N(norte)».
La Nava (Castielfabib. Rincón de Ademuz. Valencia): Poblado Ibérico, José Aparicio Pérez

El cambio de rito en los enterramiento del mundo prehistórico –de la inhumación a la incineración: solo se da en la Primera Edad del Hierro y la época ibérica- debió ser progresivo, bajo la influencia de los Campos de Urnas, y «unido a la adopción de nuevos conceptos religiosos», aunque se desconoce el por qué, el cómo y el cuándo de este cambio en las costumbres funerarias.-
Respecto a los materiales hallados en la citada tumba: Urna bitroncocónica de borde recto, Pequeña urna de base cóncava, y otros materiales: Conjunto de aritos, Trozo de una barrita de cobre o bronce, Fragmento de cerámica ibérica de superficie, de los llamados de borde en pico de pato, y Trozos se sílex.
- Poblados ibéricos: la presencia de las dos necrópolis –«La Umbría» y «Los Corrales»- hizo pensar a los arqueólogos en la existencia de una ciudad o poblado de los vivos en las inmediaciones, hallazgo que tuvo lugar en el cerro «La Morrita», situado a unos 500 m de la Necrópolis de la Umbría y a unos 300 m de la Necrópolis de los Corrales. El lugar resulta apropiado para un asentamiento, dado que se halla en posición elevada y resulta fácilmente defendible: se descubrieron dos asentamiento coetáneos, uno en la cumbre del cerro, «rodeado de potente aparato defensivo con ancha alta muralla circunvalar», y otro en la ladera, «al parecer sin defensas apreciables». El asentamiento no llegó a excavarse, pero el material de superficie hallado –cerámicas a mano de la Primera Edad del Hierro y cerámica propiamente ibérica- permitió datar el asentamiento de «La Morrita», desde el VII a. C. al IV a. C.[7]-[2]

Sin embargo, ni el poblado medieval de «La Garita» ni los ibéricos del cerro «La Morrita» han llegado a excavarse.